# Jean-Crispin Kimbeni Ki Kanda

Bischofswappen von Jean-Crispin Kimbeni Ki Kanda

Jean-Crispin Kimbeni Ki Kanda (* 22. Oktober 1969 in Kinshasa) ist ein kongolesischer römisch-katholischer Geistlicher und Bischof von Kisantu.

## Leben
Jean-Crispin Kimbeni Ki Kanda besuchte das propädeutische Seminar Saint Jean-Marie Vianney. Anschließend studierte er Philosophie und Katholische Theologie an den Priesterseminaren Saint-André Kaggwa und Saint Jean XXIII. Kimbeni Ki Kanda empfing am 30. Mai 1999 das Sakrament der Priesterweihe für das Kinshasa. Er setzte seine Studien an der Université Catholique du Congo fort, wo er 2001 ein Lizenziat im Fach Philosophie erwarb. Parallel dazu war Jean-Crispin Kimbeni Ki Kanda von 1999 bis 2002 als Ausbilder am propädeutischen Seminar Cardinal Malula sowie von 2001 bis 2002 als Diözesankanzler des Erzbistums Kinshasa und als Vizerektor des Heiligtums Notre-Dame de la Paix de Fatima tätig.
2002 wurde Jean-Crispin Kimbeni Ki Kanda Mitarbeiter der Kongregation für die Evangelisierung der Völker. Er erwarb 2011 am Internationalen Institut für Theologie der Krankenpastoral Camillianum in Rom einen Master im Fach Bioethik. Ab 2017 war Kimbeni Ki Kanda zudem als Pfarradministrator der Pfarrei Santa Maria Assunta in Cielo in Borgo Pineto im Bistum Civita Castellana tätig. 2019 wurde er im Fach Gesundheitspastoral promoviert.
Am 29. Juni 2020 ernannte ihn Papst Franziskus zum Titularbischof von Dragonara und zum Weihbischof in Kinshasa. Der Erzbischof von Kinshasa, Fridolin Kardinal Ambongo Besungu OFMCap, spendete ihm sowie Vincent Tshomba Shamba Kotsho und Charles Ndaka Salabisala am 10. Oktober desselben Jahres die Bischofsweihe; Mitkonsekratoren waren der Apostolische Nuntius in der Demokratischen Republik Kongo, Erzbischof Ettore Balestrero, und der Erzbischof von Kisangani, Marcel Utembi Tapa.
Am 11. Juni 2022 ernannte ihn Papst Franziskus zum Bischof von Kisantu. Die Amtseinführung fand am 6. August desselben Jahres statt.